# Back in the USA (álbum)
Back in the USA -En españolː De regreso a los Estados Unidos - es el álbum debut de la banda estadounidense de rock MC5, lanzado en enero de 1970 por Atlantic Records. A pesar de que se considera su álbum debut, fue lanzado luego del exitoso y críticamente aclamado álbum en vivo Kick Out the Jams, de 1969.
En el 2013 la revista NME ubicó al álbum en el puesto 490 de su lista de los 500 mejores álbumes de todos los tiempos.

## Legado
En 2012 el álbum ocupó el puesto 446 de la lista de los 500 mejores álbumes de todos los tiempos, elaborada por la revista Rolling Stone. Sin embargo, en la reedición del 2020 el álbum fue retirado del listado. En contraste, para la revista NME, el álbum ocupa el puesto 490 de su lista de los 500 mejores discos.

## Lista de canciones
Todas las canciones escritas y compuestas por MC5, except as noted. 
| Side A |                  |          |  |
| N.º    | Título           | Duración |  |
| 1.     | «Tutti Frutti»   | 1:30     |  |
| 2.     | «Tonight»        | 2:29     |  |
| 3.     | «Teenage Lust»   | 2:36     |  |
| 4.     | «Let Me Try»     | 4:16     |  |
| 5.     | «Looking at You» | 3:03     |  |

| Side B |                             |          |  |
| N.º    | Título                      | Duración |  |
| 1.     | «High School»               | 2:42     |  |
| 2.     | «Call Me Animal»            | 2:06     |  |
| 3.     | «The American Ruse»         | 2:31     |  |
| 4.     | «Shakin' Street»            | 2:21     |  |
| 5.     | «The Human Being Lawnmower» | 2:24     |  |
| 6.     | «Back in the U.S.A.»        | 2:26     |  |